# Troms
Troms  [ˈtrʊms] (?·pàg.) (en sami septentrional: Romsa; en finès: Tromssa) és un comtat de Noruega que l'1 de gener de 2020 es va fusionar amb el comtat veí de Finnmark per crear el nou comtat de Troms og Finnmark, però el primer de gener de 2024 es tornà a separar de nou en dos després d'una decisió presa pel parlament nacional el 15 de juny de 2022.
Limita amb Finnmark al nord-est i amb Nordland al sud-oest. Al sud limita amb el comtat de Norrbotten (Suècia) i més al sud-est amb la Província de Lapònia a Finlàndia. A l'oest hi ha el Mar de Noruega (oceà Atlàntic). La seva capital és la ciutat de Tromsø.
Té una població de 161.771 habitants (2014) i una superfície de 25,877 km². Tot el comtat, que va ser establert el 1866, es troba al nord del cercle polar àrtic. És un dels comtats més extensos de Noruega, juntament amb Finnmark i Nordland, entre d'altres.

## Etimologia
Fins al 1919 el comtat era conegut abans com a Tromsø AMT. L'1 de juliol de 2006, es feu oficial el nom en sami septentrional del comtat, Romsa, oficial juntament amb Troms.
El comtat (i la ciutat de Tromsø) duen el nom de l'illa de Tromsøya en què es troba la capital del comtat. Existeixen diverses teories sobre l'etimologia de Troms. Una teoria diu que "Troms" deriva del nòrdic antic Trums. Diverses illes i rius de Noruega s'anomenen Tromsö, i els noms d'aquests es deriva probablement de la paraula straumr que significa "(fort) corrent". Una altra teoria sosté que Tromsøya es deia originalment Lille Tromsøya (petita Tromsøya), per la seva proximitat a l'illa molt més gran avui anomenada Kvaløya, que d'acord amb aquesta teoria va ser anteriorment anomenada "mont Tromsøya" a causa d'una muntanya característica coneguda com a Tromma. El nom de la muntanya en sami, Rumbbučohkka, és idèntic en significat, i es diu que ha estat una muntanya sagrada per als sami en temps precristians.
El nom sami del comtat, Romsa, se suposa que és un préstec del nòrdic, però no és segur. Hi ha una altra teoria que conté que el nom noruec de Tromsø deriva del nom sami, encara que aquesta teoria no té una explicació del significat de Romsa. Un malentès comú és que el nom sami de Tromsø és Romssa amb una "s" doble. Això, però, és la forma d'acusatiu i genitiu del nom utilitzat quan, per exemple, escriure "municipi de Tromsø" (Romssa Suohkan).

## Escut d'armes
L'escut d'armes de Troms el feu Hallvard Trætteberg de l'any 1898 al 1987, i va adoptar la resolució real el 15 de gener de 1960. El blasó oficial en noruec ("På rød bunn en gull griff") es tradueix en "En un camp de gules un griu daurat". Trætteberg va triar el griu perquè aquest animal era el símbol del poderós clan dels Bjarne Erlingsson en Bjarkøy al segle xiii. Trætteberg va triar el grifó com a escut d'armes perquè aquest animal era el símbol del poderós Clan de Bjarne Erlingsson de Bjarkøy al segle xiii.

## Geografia

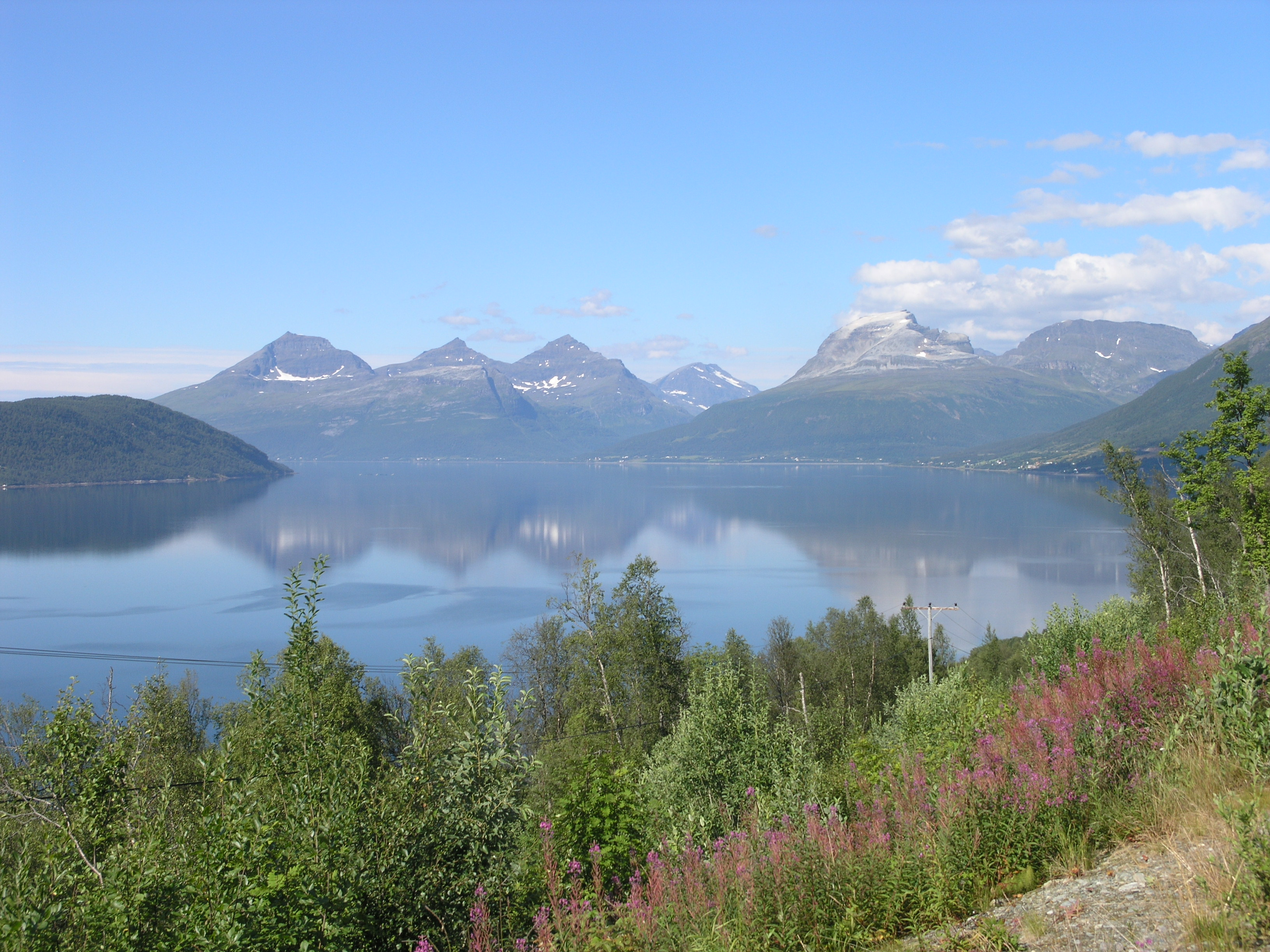
El fiord de Bals al centre de Troms.

Troms està situat a la part nord de la península Escandinava. A causa de la gran distància a les zones més densament poblades del continent, aquesta és una de les zones menys contaminades d'Europa. Troms té una costa molt accidentada i amb sagnia de cara al mar de Noruega. No obstant això, les grans i muntanyenques illes al llarg de la costa proporcionen una excel·lent via fluvial protegida a l'interior. Començant al sud, les illes més grans són: part nord-est de Hinnøya (la part sud és part de Nordland), Grytøya, Senja, Kvaløya, Ringvassøya, Reinøya, Vannoy i Arnøy. Algunes d'aquestes illes tenen una costa exterior robusta amb muntanyes escarpades i una costa oriental més calmada. Hi ha diversos grans fiords que s'estenen terra endins. Començant al sud, els fiords més grans són Vågsfjorden, Andfjorden (compartit amb Nordland), Malangen, Balsfjord, Ullsfjord, Lyngen i Kvænangen. El llac més gran és l'Altevatnet a l'interior del comtat.

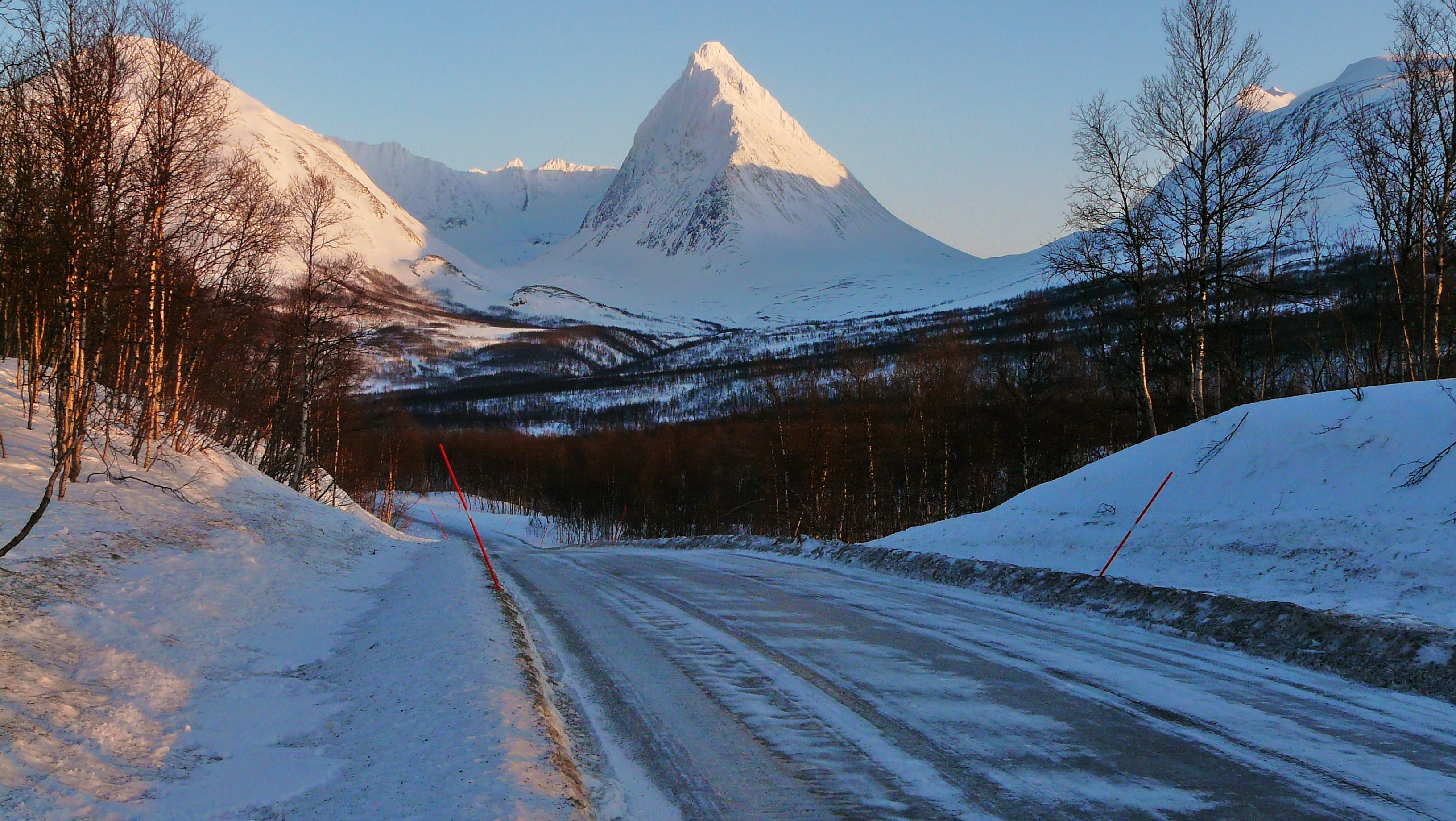
Els Alps de Lyngen, a la intersecció dels municipis de Tromsø, Balsfjord i Storfjord. Febrer del 2009.

Hi ha muntanyes arreu de Troms; les més alpines i cridaneres són probablement els Alps de Lyngen (Lyngsalpene), amb diverses glaceres petites i la muntanya més alta del comtat, Jiekkevarre, amb una altura de 1.833 m. Diverses glaceres es troben a Kvænangen, incloent parts de la Øksfjordjøkelen, l'última glacera a la Noruega continental que fa caure icebergs directament al mar (al Jøkelfjord). El riu més gran de Troms és el Målselva, i la més gran (no la més alta) és la cascada de Målselvfossen, de 600 metres de llarg i 20 metres d'alçada. El marbre està present en algunes parts de Troms i, per tant, hi ha nombroses coves, que se situen principalment als municipis de Salangen i la Skånland.

### Clima

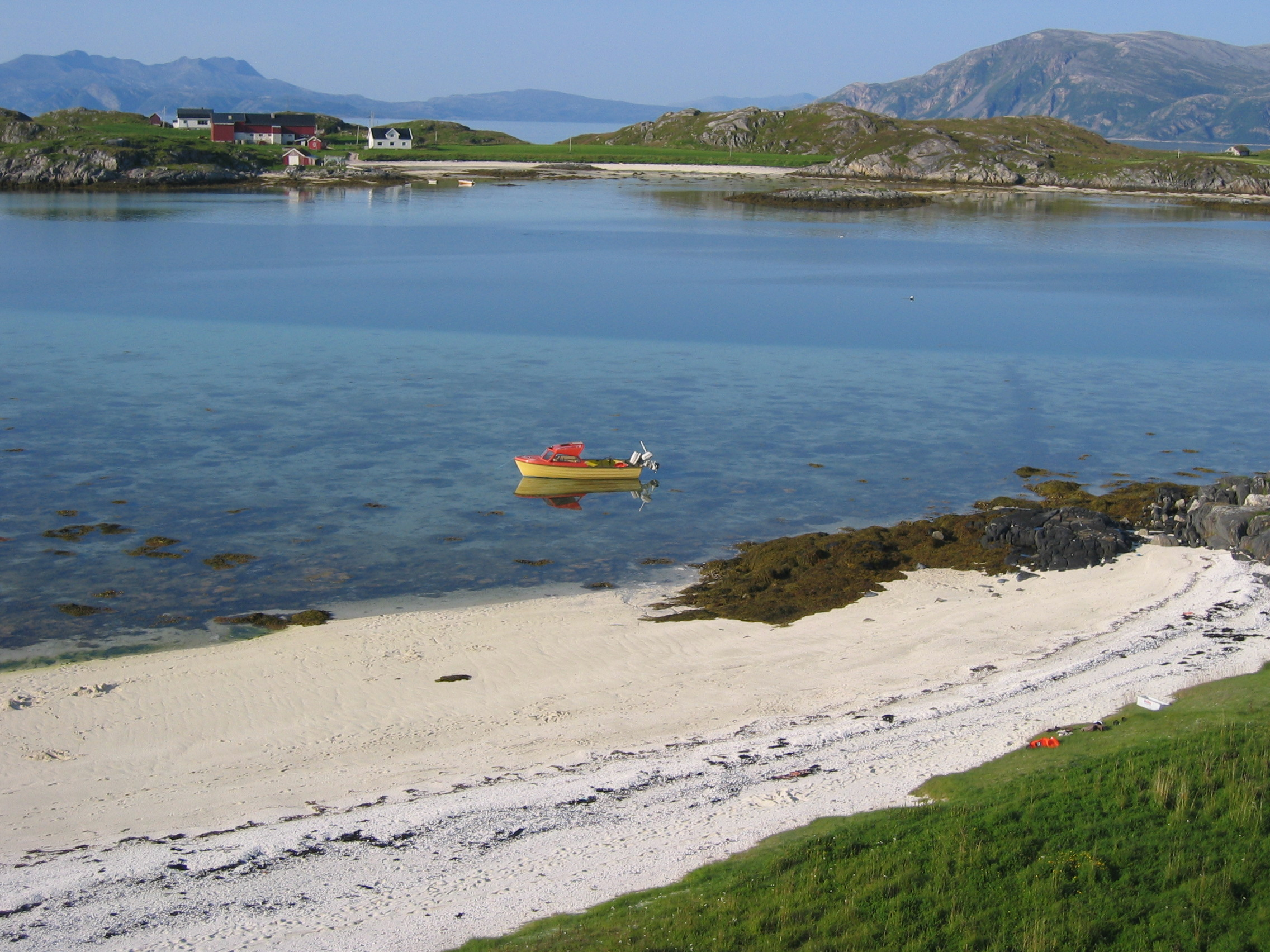
Musvær; illa al nord de Kvaløya. La costa té hiverns força suaus però estiu frescos.

Situat en una latitud de prop de 70°N, Troms té estius curts i frescos, però els hiverns són força suaus al llarg de la costa. Les mitjanes a la ciutat de Tromsø són de -4 °C al gener amb un màxim diari de -2 °C, mentre que les mitjanes de juliol són de 12 °C amb una màxima de 15 °C. Les temperatures estan normalment per sota de zero durant uns 5 mesos (8 mesos a les muntanyes), des de principis de novembre fins a principis d'abril, però les zones costaneres són moderades pel mar: amb més de 130 anys d'enregistraments oficials del temps, la temperatura més freda de l'hivern mai registrada a Tromsø és de -20,1 °C el febrer de 1985. El màxim històric de Troms és de 32,7 °C registrada a Skbotn el de 10 de juliol de 2014. Sovint hi ha neu en abundància, i les allaus són freqüents a l'hivern. Amb els vents de l'oest predominants, les terres baixes a l'est de les serralades tenen menys precipitació que les àrees a l'oest de les muntanyes.
Storfjord (elevació: 46 metres) és el lloc de Noruega que ha registrat el major nombre de dies a l'any amb cels clars (sense núvols). Les temperatures d'hivern a Målselv i Bardu poden baixar a -35 °C, mentre que els dies d'estiu poden arribar als 30 °C a les valls interiors i les zones de fiords més íntimes, però de 15 a 22 °C és molt més comú. Al llarg de la costa exterior, un dia d'estiu de 15 °C es considera bastant calent.
| Dades climàtiques a Tromsø, Noruega        | Dades climàtiques a Tromsø, Noruega | Dades climàtiques a Tromsø, Noruega | Dades climàtiques a Tromsø, Noruega | Dades climàtiques a Tromsø, Noruega | Dades climàtiques a Tromsø, Noruega | Dades climàtiques a Tromsø, Noruega | Dades climàtiques a Tromsø, Noruega | Dades climàtiques a Tromsø, Noruega | Dades climàtiques a Tromsø, Noruega | Dades climàtiques a Tromsø, Noruega | Dades climàtiques a Tromsø, Noruega | Dades climàtiques a Tromsø, Noruega | Dades climàtiques a Tromsø, Noruega |
| Mes                                        | gen                                 | febr                                | març                                | abr                                 | maig                                | juny                                | jul                                 | ag                                  | set                                 | oct                                 | nov                                 | des                                 | anual                               |
| ------------------------------------------ | ----------------------------------- | ----------------------------------- | ----------------------------------- | ----------------------------------- | ----------------------------------- | ----------------------------------- | ----------------------------------- | ----------------------------------- | ----------------------------------- | ----------------------------------- | ----------------------------------- | ----------------------------------- | ----------------------------------- |
| Màxima mitjana °C (°F)                     | −2.2 (28)                           | −2.1 (28.2)                         | −0.4 (31.3)                         | 2.7 (36.9)                          | 7.5 (45.5)                          | 12.5 (54.5)                         | 15.3 (59.5)                         | 13.9 (57)                           | 9.3 (48.7)                          | 4.7 (40.5)                          | 0.7 (33.3)                          | −1.3 (29.7)                         | 5.1 (41.2)                          |
| Mitjana diària °C (°F)                     | −4.4 (24.1)                         | −4.2 (24.4)                         | −2.7 (27.1)                         | 0.3 (32.5)                          | 4.8 (40.6)                          | 9.1 (48.4)                          | 11.8 (53.2)                         | 10.8 (51.4)                         | 6.7 (44.1)                          | 2.7 (36.9)                          | −1.1 (30)                           | −3.3 (26.1)                         | 2.5 (36.5)                          |
| Mínima mitjana °C (°F)                     | −6.5 (20.3)                         | −6.5 (20.3)                         | −5.1 (22.8)                         | −2.3 (27.9)                         | 2.0 (35.6)                          | 6.1 (43)                            | 8.7 (47.7)                          | 7.8 (46)                            | 4.5 (40.1)                          | 0.7 (33.3)                          | −3 (27)                             | −5.4 (22.3)                         | 0.1 (32.2)                          |
| Precipitació mitjana mm (polzades)         | 95 (3.74)                           | 87 (3.43)                           | 72 (2.83)                           | 64 (2.52)                           | 48 (1.89)                           | 59 (2.32)                           | 77 (3.03)                           | 82 (3.23)                           | 102 (4.02)                          | 131 (5.16)                          | 108 (4.25)                          | 106 (4.17)                          | 1,031 (40,59)                       |
| Mitjana de dies de precipitació (≥ 1.0 mm) | 13.6                                | 12.8                                | 11.9                                | 11.2                                | 9.9                                 | 11.4                                | 13.4                                | 13.1                                | 15.5                                | 17.1                                | 14.8                                | 15.1                                | 159.9                               |
| Mitjana mensual d'hores de sol             | 3                                   | 32                                  | 112                                 | 160                                 | 218                                 | 221                                 | 205                                 | 167                                 | 92                                  | 49                                  | 6                                   | 0                                   | 1.265                               |
|                                            |                                     |                                     |                                     |                                     |                                     |                                     |                                     |                                     |                                     |                                     |                                     |                                     |                                     |

### Sol de mitjanit
L'aurora boreal és una vista comuna al conjunt de Troms, però no a l'estiu, ja que no hi ha foscor. Igual que amb totes les àrees a les latituds polars, hi ha variacions extremes en la llum del dia entre les estacions. A conseqüència d'això, la longitud dels augments de la llum del dia (l'hivern i la primavera) o disminueix (tardor) amb deu minuts d'un dia per l'altre.
| Gen | Feb           | Mar           | Abr           | Mai           | Jun             | Jul             | Ago           | Set           | Oct           | Nov           | Des       |
| --- | ------------- | ------------- | ------------- | ------------- | --------------- | --------------- | ------------- | ------------- | ------------- | ------------- | --------- |
| 11:31 - 12:17 | 08:16 - 15:43 | 06:07 - 17:41 | 04:43 - 20:48 | 01:43 - 23:48 | Sol de mitjanit | Sol de mitjanit | 03:44 - 21:50 | 05:56 - 19:20 | 07:54 - 17:04 | 09:25 - 13:32 | Nit polar |
| Font: Almanakk for Norge; Universitat d'Oslo, 2010. Nota: El sol està sota l'horitzó fins al 15 de gener a Tromsø, però el sol de mitjanit és bloquejat per les muntanyes i no és visible fins al 21 de gener. |               |               |               |               |                 |                 |               |               |               |               |           |

## Natura

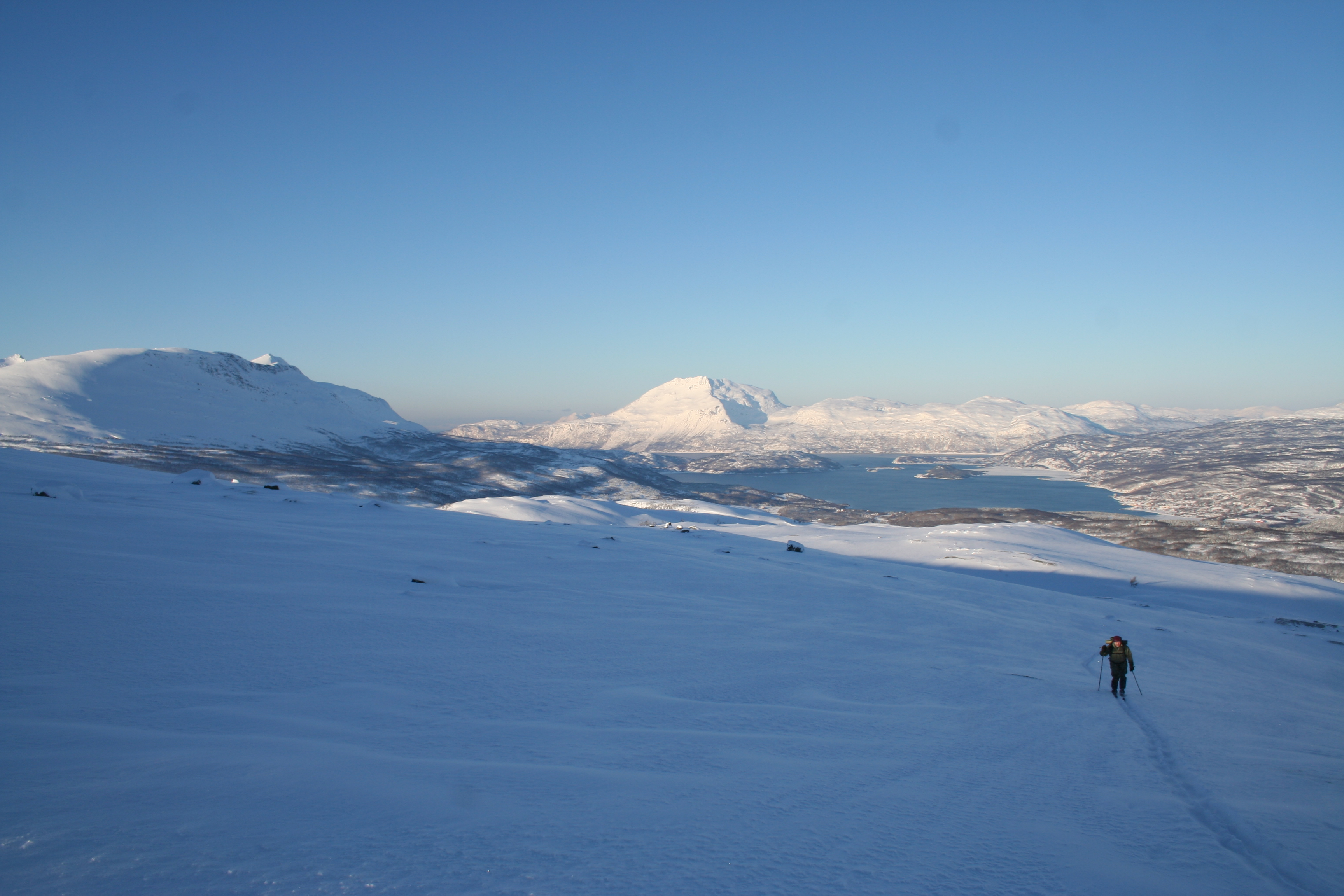
Hivern a les muntanyes de Salangen; la capa de neu dura generalment fins a mitjans de maig a les terres baixes.

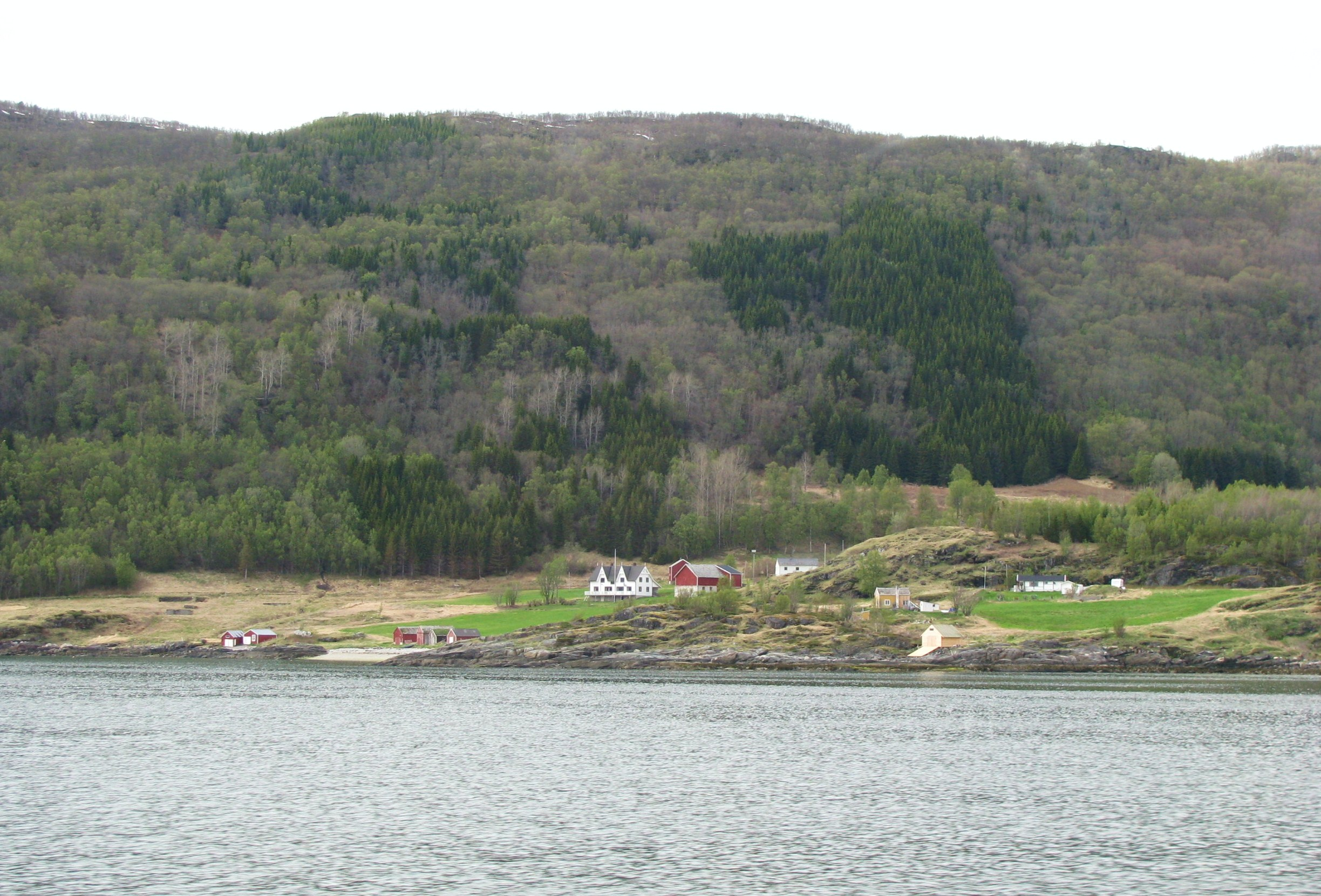
Paisatge amb petites granges i avets plantats. Dyrøy, maig de 2010.

Ants, guineus roges, llebres, erminis i petits rosegadors són comuns en tot el comtat de Troms. Els ossos bruns són vistos a les parts interiors del comtat a l'estiu. Altres animals que es poden veure són rens (àrees interiors de muntanya, amb els propietaris samis), goluts (zones de l'interior de la muntanya), llúdrigues (al llarg de la costa i rius), linxs (als boscos), i marsopes als fiords. Els catxalots, les orques i les iubartes es veuen sovint a l'Andfjorden. Algunes de les aus comunes són la perdiu blanca, àguiles marines, gavines i corbs marins.

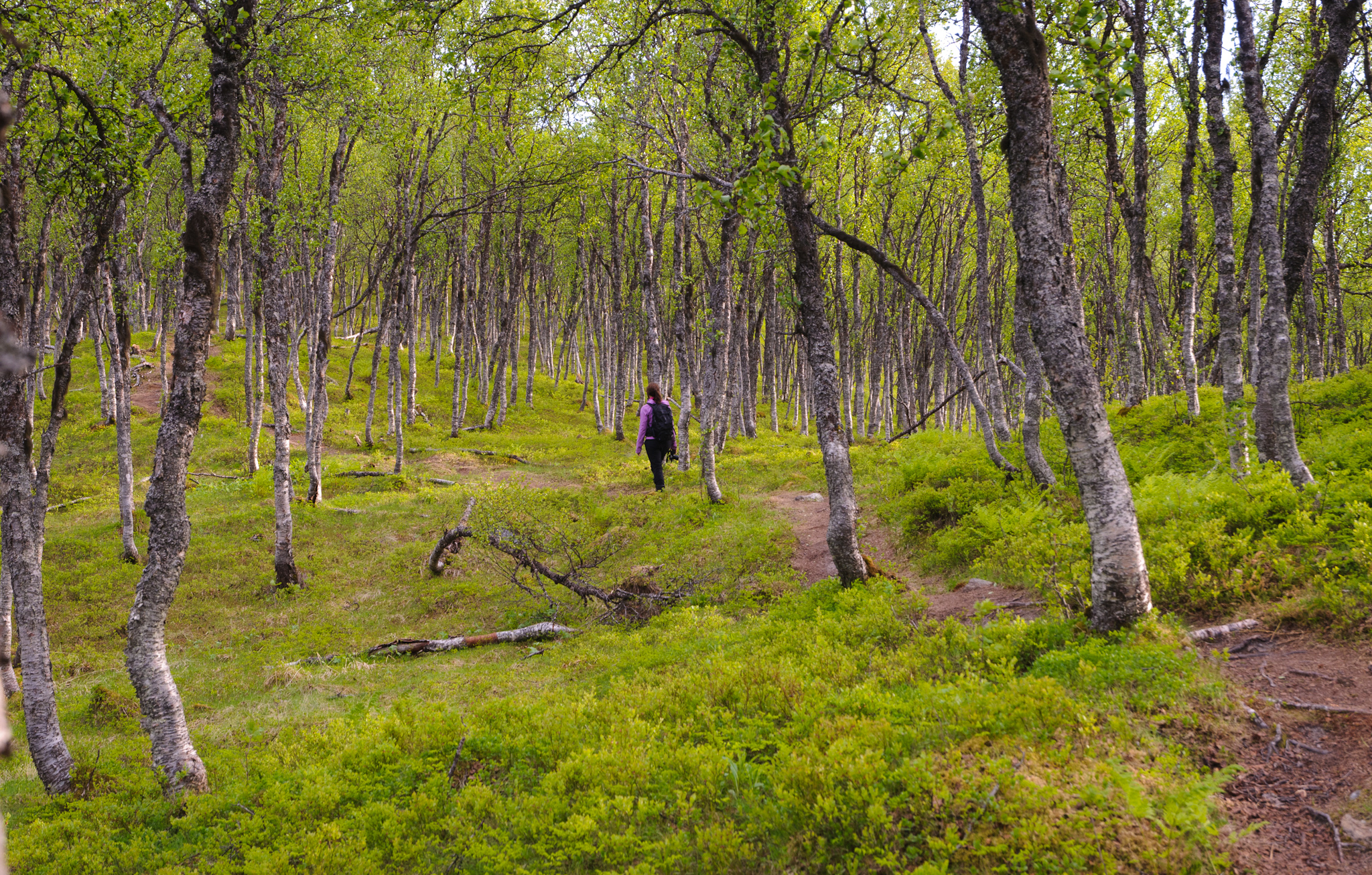
Senderisme al començament de l'estiu

Les valls protegides a l'interior de Troms tenen la major línia d'arbres (la calor de l'estiu i la longitud és el factor limitant), amb el bedoll pubescent en una altura de 700 m en el vessant sud del Njunis; tot el comtat de Troms forma línies de bedolls, sovint a tan sols 200 metres sobre altres arbres. L'àlber, el salze, el vern gris, i el gatzerí són comuns a les elevacions més baixes.
El pi roig es troba a una altura de gairebé 400 metres al comtat, on alguns dels arbres més grans tenen més de 500 anys. La part superior de la vall del comtat està protegida pel Parc Nacional Øvre Dividal, que va ser ampliat el 2006. El 2011, el Parc Nacional Rohkunborri (de 571 quilòmetres quadrats) es va constituir al municipi de Bardu, vorejant Suècia i només a uns pocs quilòmetres al sud del Parc Nacional Øvre Dividal.

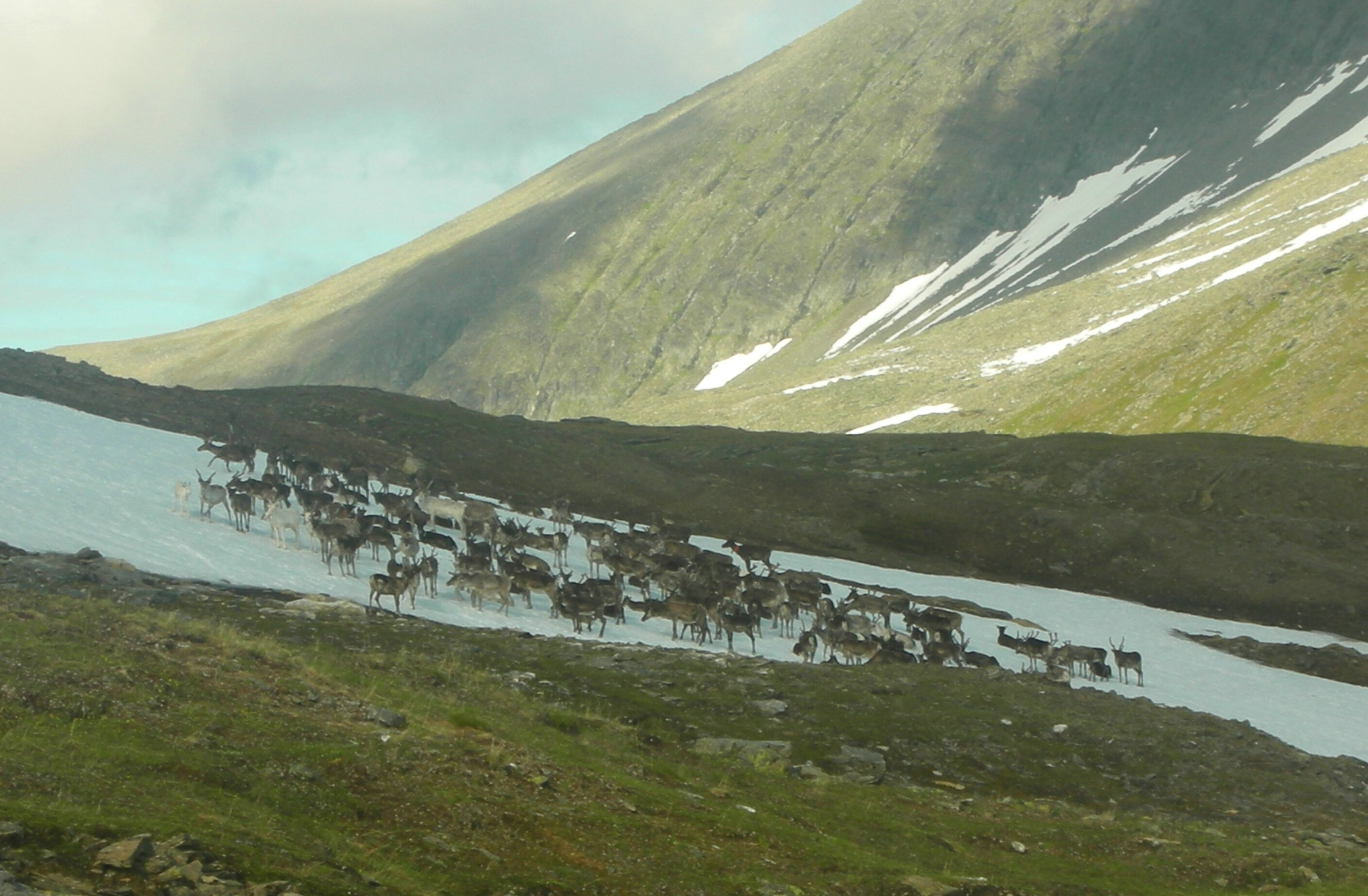
Ramat de rens al mont Tromsdalstind

Les valls de l'interior, com l'Østerdalen, Kirkesdalen, Dividalen, Rostadalen, Signaldalen o Skibotndalen són perfectes per practicar senderisme a l'estiu, amb la seva naturalesa variada, sobretot amb el clima sec i el terreny no gaire complicat, encara que hi ha moltes muntanyes accessibles per energètics excursionistes.
La Reisadalen és una de les valls dels rius més idíl·lics a Noruega; el municipi de Nordreisa s'estén al sud-est de la vall, cobert amb bedoll i pi, entre d'altres. La part nord de la vall és de 5 quilòmetres d'amplada, amb 1.200 metres d'altes muntanyes en ambdós costats; la part sud de la vall s'estreny a uns pocs centenars de metres (canuó), amb un clima cada vegada més sec. El fons de la vall és força planer amb poca diferència d'alçada de 70 quilòmetres; al riu Reisa s'hi pot navegar en canoa o en vaixell pel riu durant gran part d'aquesta distància. El salmó 90 quilòmetres fins al riu, i s'han observat 137 espècies diferents d'aus. Diversos rius en cascada cap a la vall; la cascada Mollisfossen és de 269 metres. La vall acaba 120 quilòmetres al sud-est de Storslett, on comença la part més vast i més àrida de l'altiplà Finnmarksvidda. El Parc Nacional Reisa protegeix la part superior de la vall.

## Economia

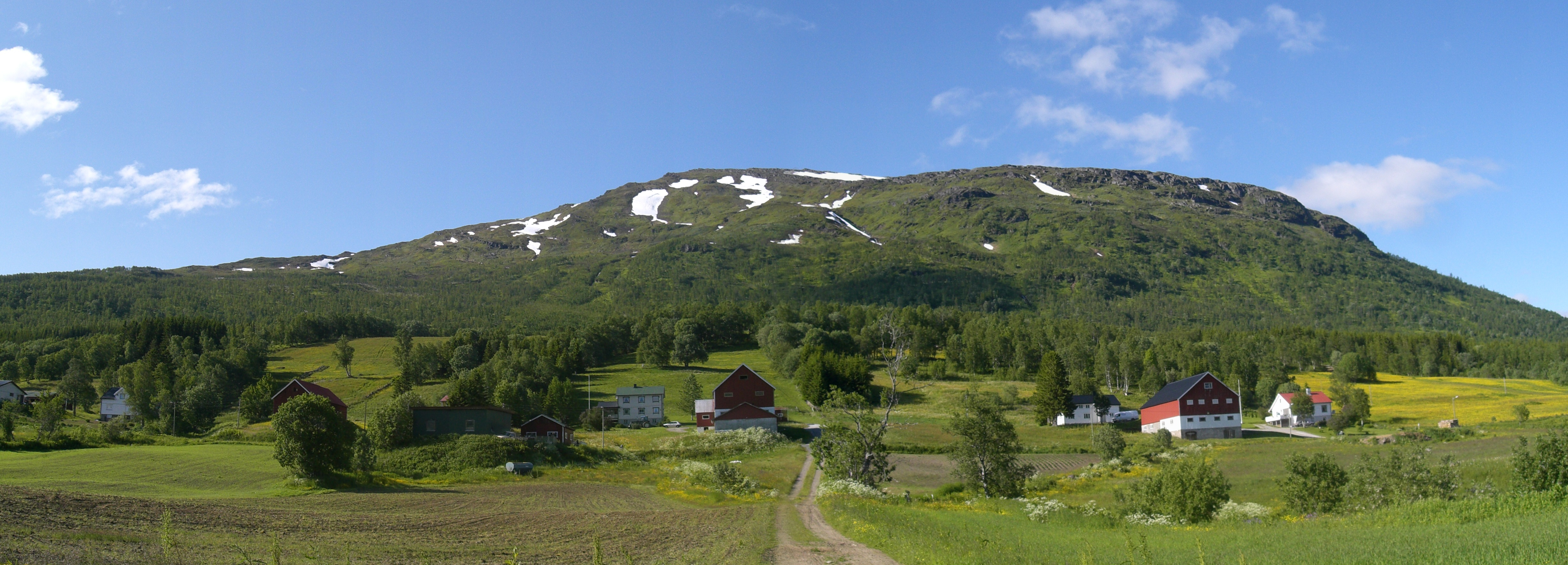
Les petites granges i les muntanyes de Lenvik; 2007.

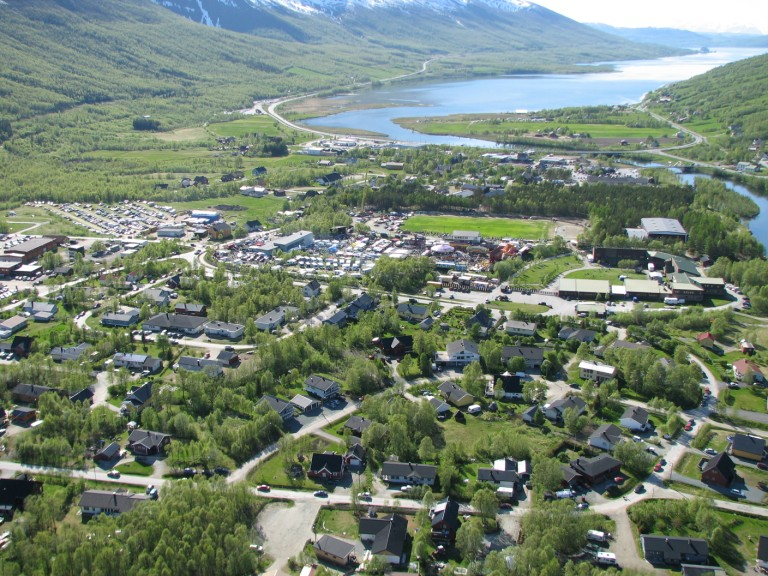
Es troben molts pobles a la riba dels fiords; això és Nordkjosbotn al capdavant del Balsfjord, situat a una hora al sud de Tromsø.

La ciutat de Tromsø, a la part central nord, és la seu del comtat i és un dels port marítim de l'Àrtic, i és la seu de la universitat més septentrional del món, reconeguda per la investigació sobre l'aurora boreal. La Universitat de Tromsø té un observatori astrofísic situat a Storfjord. Tromsø és l'únic municipi de la comarca amb un fort creixement de la població; la majoria dels municipis més petits experimenten descensos de població jove que es trasllada i educada a les ciutats, sovint al sud de Noruega. Harstad és un centre comercial a la part sud del comtat, i ha estat elegit per la companyia noruega de petroli Statoil per tenir-hi la seva seu principal al nord de Noruega.

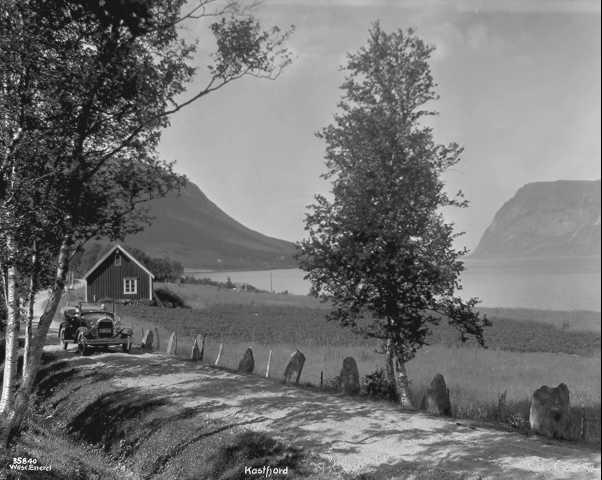
Àrea agrícola prop de Harstad el 1930.

Al llarg de la costa i a les illes, la pesca és dominant. Ports importants per a la flota pesquera són Skjervøy, Tromsø i Harstad. També hi ha una mica d'agricultura, sobretot a la part sud, que té una temporada de creixement més llarga (150 dies a Harstad). Balsfjord és sovint considerat com el municipi més septentrional amb l'activitat agrícola important a Noruega, tot i que també hi ha l'agricultura més al nord.
Les forces armades de Noruega tenen un lloc important a Troms, que té la seu de la divisió del sisè exèrcit, l'estació aèria de Bardufoss,helicòpters i estacions de radar al comtat. Hi ha dos hospitals a Tromsø (hospital universitari i l'hospital principal pel Nord de Noruega) i un a Harstad.
L'aeroport més concorregut és l'Aeroport de Tromsø. La part sud de Troms és servida pels aeroports de Harstad, Narvik, Evenes i Bardufoss, i al nord-est hi ha l'aeroport de Sørkjosen. L'E6 travessa el comtat de Nordland, travessa Troms de nord a sud i després continua cap a Finnmark. La ruta E08 discorre des de Tromsø a Finlàndia a través de la vall Skibotn. Hi ha diversos ponts grans que uneixen illes i el continent, així com hi ha diversos túnels de carretera submarina. Les carreteres estan en bon estat, però han d'anar llargues marrades al voltant dels fiords. Per aquesta raó, els vaixells de passatgers són bastant populars, per exemple, entre Tromsø i Harstad, i també hi ha vols comercials dins de Troms.
No hi ha ferrocarril a Troms. Però el govern de Finlàndia ha expressat el seu interès en la construcció d'un ferrocarril des de la xarxa ferroviària de Finlàndia a les instal·lacions portuàries en a Skibotn (Storfjord), tot i que assenyalen que no poden finançar gran part del cost.

## Història

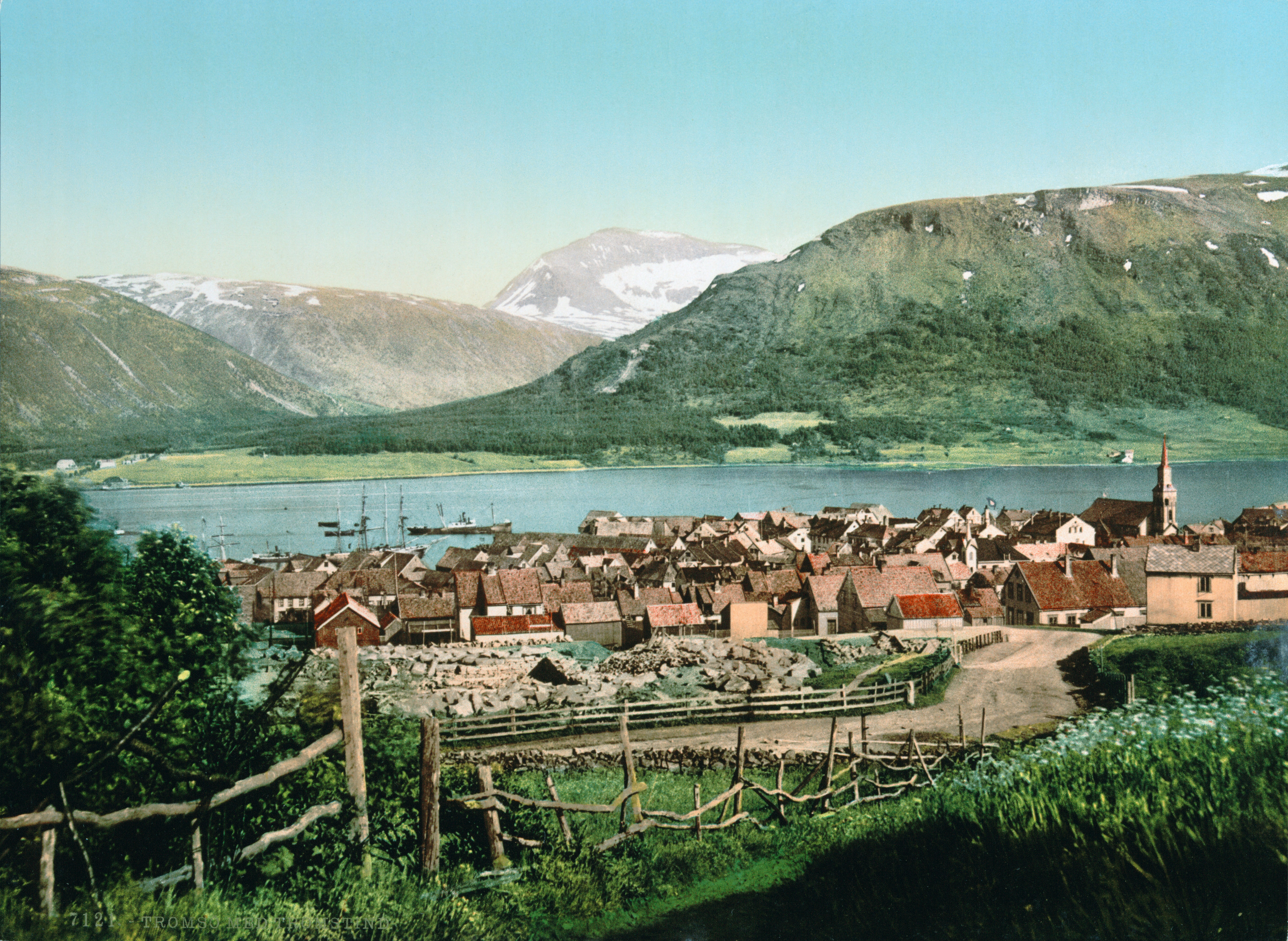
Tromsø el 1900; Tromsø va ser durant moltes dècades una important base per a la caça i la pesca de balenes a l'Àrtic.

Troms ha estat habitada des de l'Edat de Pedra primerenca, i hi ha gravats rupestres prehistòrics en diversos llocs (per exemple Ibestad i Balsfjord). Aquestes persones es guanyaven la vida de la caça, la pesca i la recol·lecció.
El primer dels actuals grups ètnics per instal·lar-se al comtat eren el poble sami, que habitaven a la Lapònia, una àrea molt més gran que els comtats de Nordland, Troms i Finnmark d'avui. L'evidència arqueològica ha demostrat que una cultura basada en ferro nòrdic a la darreria de l'edat del ferro (200-400 dC), arriba fins al nord de Karlsøy (prop de Tromsø d'avui), però només al nord-est.
Els nòrdics amb el seu ferro i l'agricultura es van establir al llarg de la costa i en alguns dels fiords més grans, mentre que els Sami vivien a les mateixes zones de fiords, generalment només al fiord i a l'interior. Des del segle x, els assentaments nòrdics començaren a aparèixer al llarg de la costa més al nord, arribant al que és avui el comtat de Finnmark.
El sud i centre de Troms era un regne petit a l'era vikinga, i consideren part de Hålogaland. L'Ottar de Hålogaland va reunir amb el rei Alfred el Gran al voltant de l'any 890. El líder viking Tore Hund tenia la seu a Bjarkøy. Va negociar i va lluitar a Bjarmaland, avui l'àrea d'Arkhànguelsk al nord de Rússia. Trondenes (Harstad d'avui) era també un centre de poder central dels Vikings, i sembla haver estat un lloc de reunió.
| Religió a Troms (%) | Religió a Troms (%) |
| ------------------- | ------------------- |
| Cristianisme        | 88,80%              |
| Islam               | 0,45%               |
| Budisme             | 0,14%               |
| Altres              | 10,61%              |

## Demografia
El comtat de Troms té una població de 161.771 habitants l'any 2014. Des de la segona meitat del segle xx ha experimentat un creixement notable i es preveu que en els propers anys encara creixi més.
Els residents kven de Troms són en gran part descendents d'immigrants finlandesos que van arribar a la zona abans del segle xix a Finlàndia a causa de la guerra i la fam. Es van assentar principalment a la part nord-est de Troms, als municipis de Kvænangen, Nordreisa, Skjervøy, Kåfjord i Storfjord, i alguns també van aconseguir arribar a Balsfjord i Lyngen.

### Població històrica
| 1951    | 1961    | 1971    | 1981    | 1991    | 2001    | 2011    | 2021?   | 2031?   |  |
| 117,564 | 127,771 | 136,805 | 146,818 | 146,816 | 151,777 | 157,554 | 168,953 | 176,342 |  |

## Divisió administrativa
El comtat de Troms té 24 municipis. Bjarkøy es va afegir a Harstad l'1 de gener de 2013, i així deixà de ser municipi, però en el següent mapa es reflecteix com s'hi encara ho fos.
| Municipis a Troms | Municipis a Troms | Municipis a Troms |
| --- | ----------------- | ----------------- |
| Número |                   |                   |
| 1. Balsfjord 2. Bardu 3. Berg 4. Harstad (amb l'adhesió de Bjarkøy) 5. Dyrøy 6. Gratangen 7. Harstad 8. Ibestad 9. Gáivuotna-Kåfjord 10. Karlsøy 11. Kvæfjord 12. Kvænangen 13. Lavangen 14. Lenvik 15. Lyngen 16. Målselv 17. Nordreisa 18. Salangen 19. Skånland 20. Skjervøy 21. Sørreisa 22. Storfjord 23. Torsken 24. Tranøy 25. Tromsø |                   |                   |

## Galeria

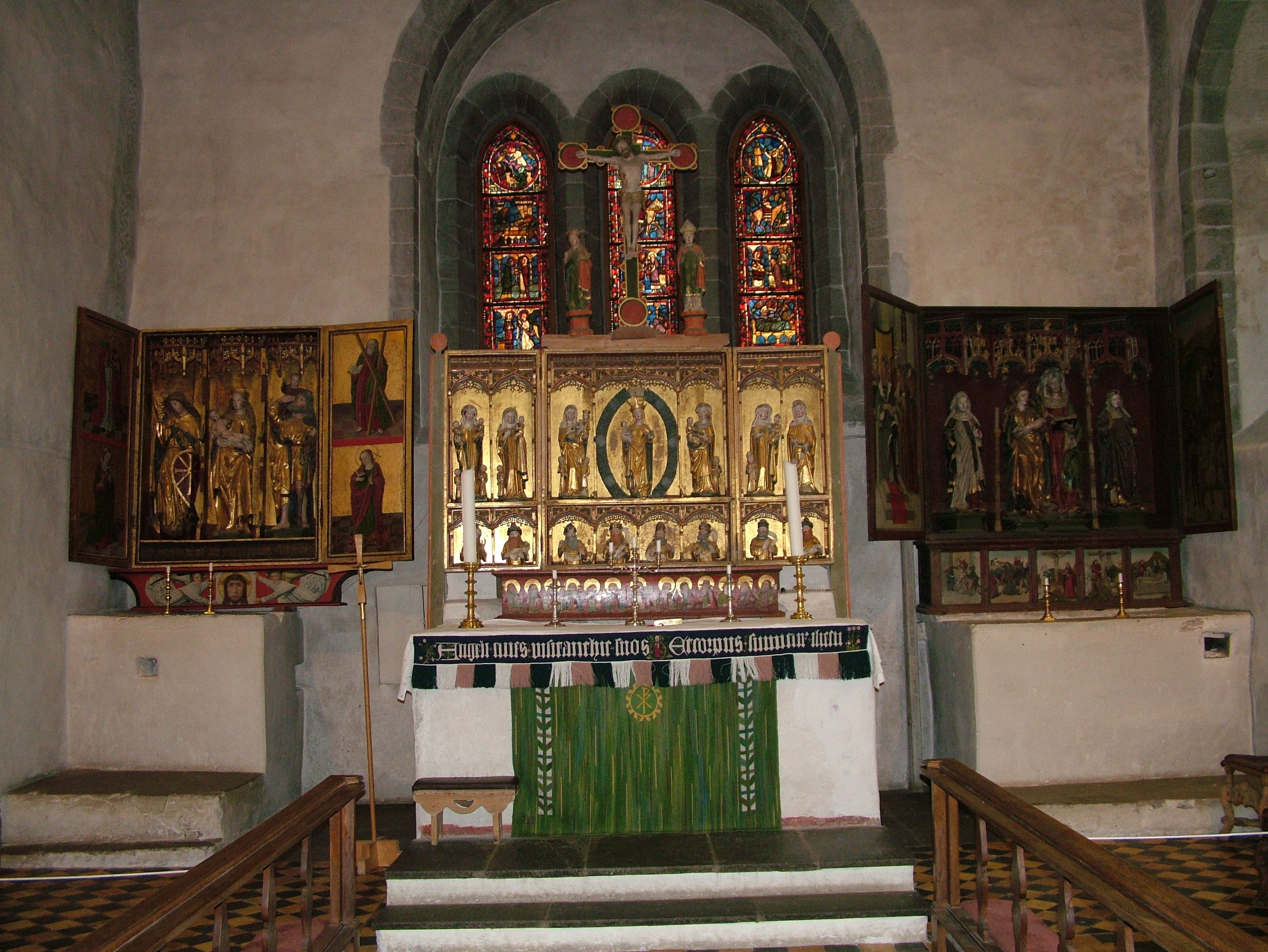
Interior de l'església de Trondenes Església, l'única església medieval de Troms
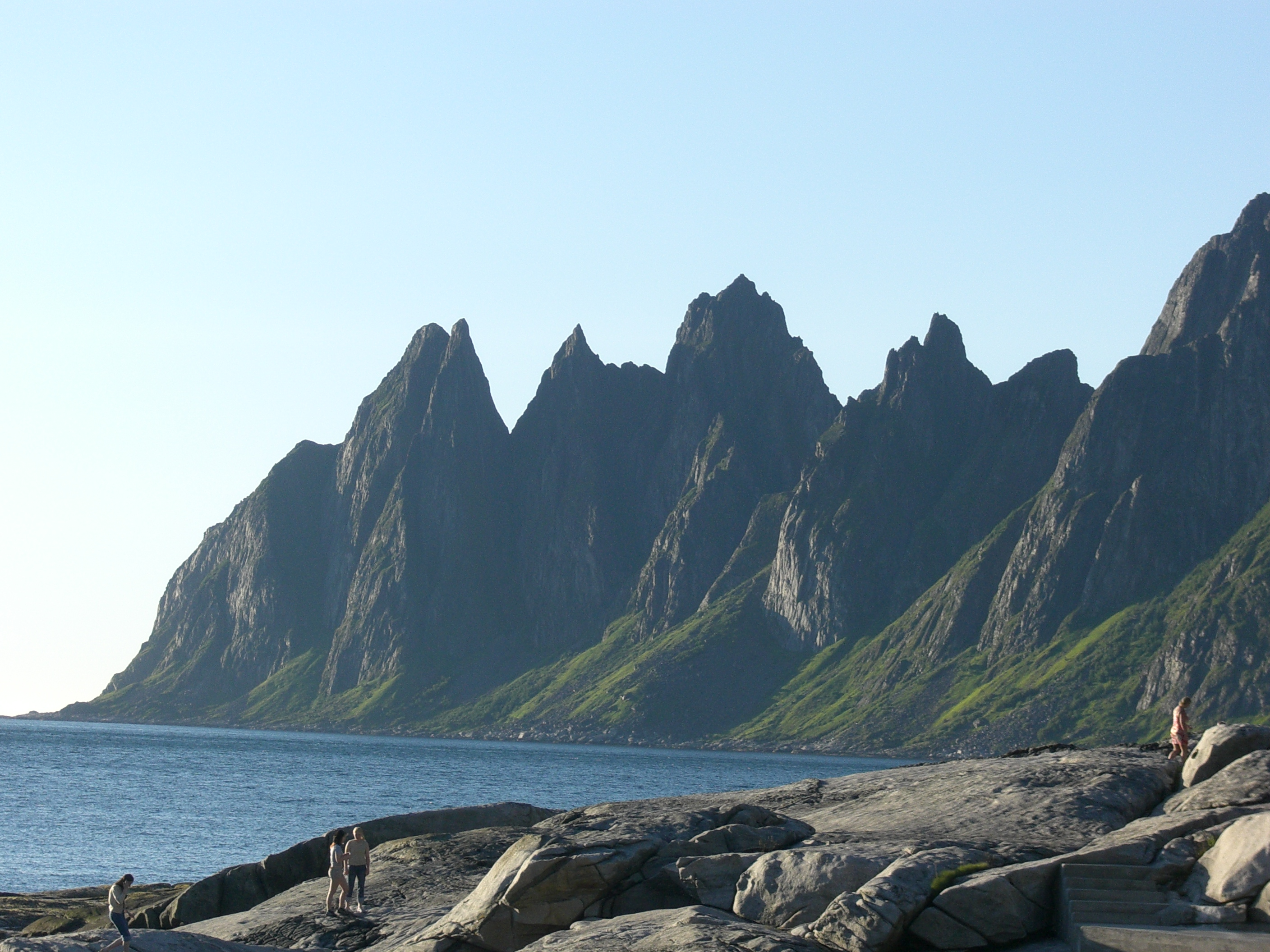
Illa de Senja
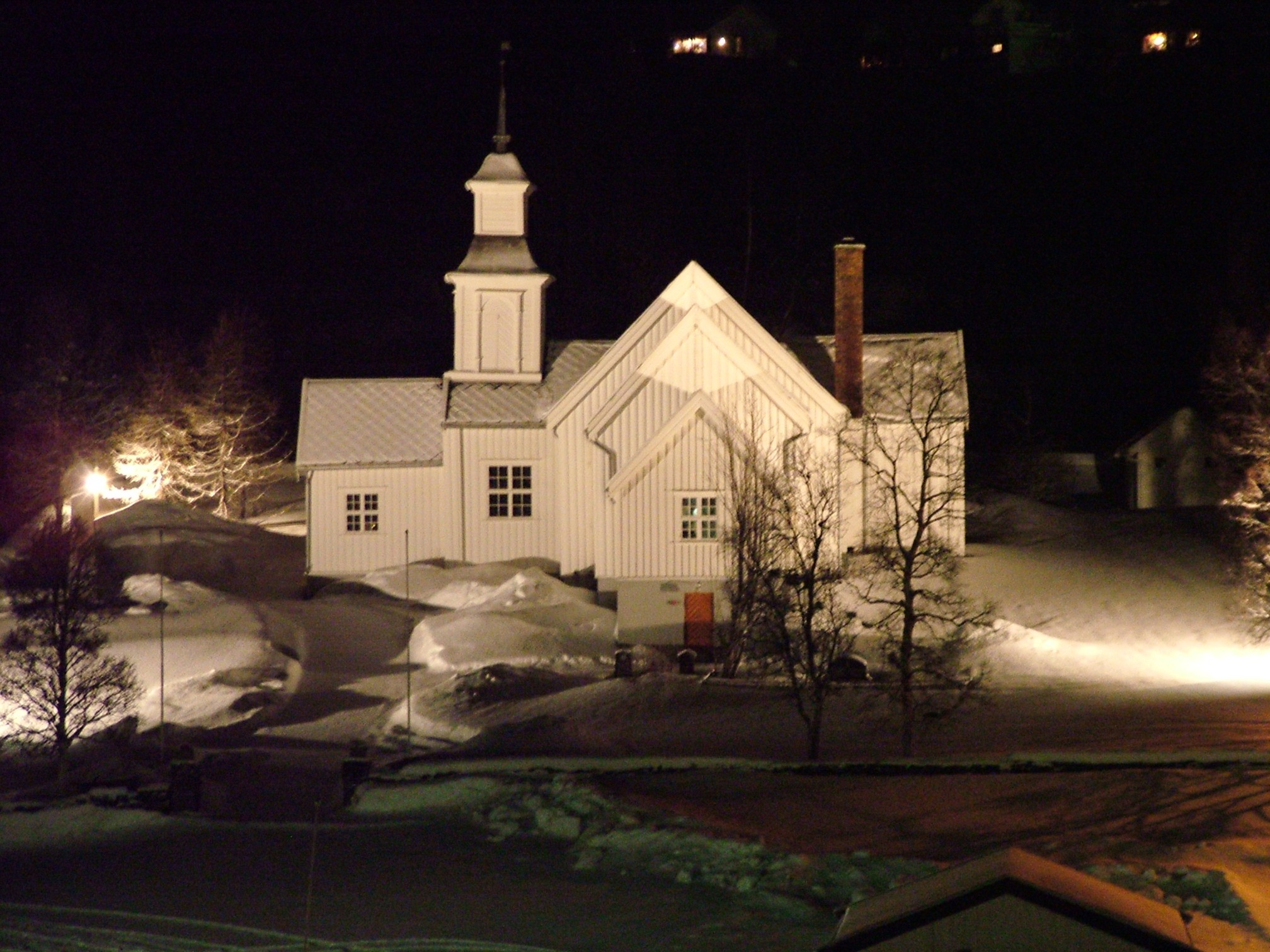
Església de Skjervøy al nord de Troms a la nit, Febrer 2004
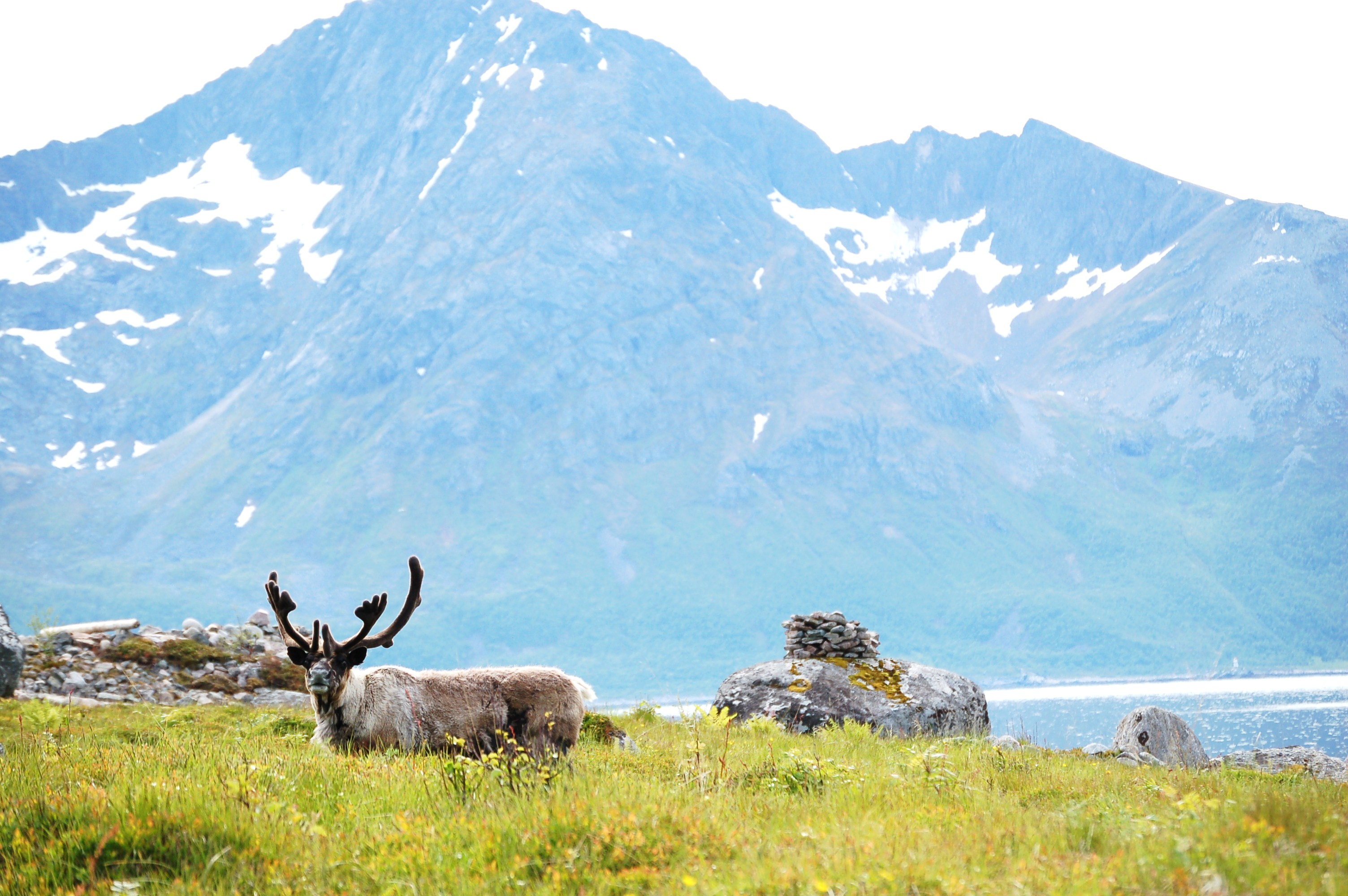
Ren a Troms